# エルンスト・レイスグル
エルンスト・レイスグル（Ernst Reijseger、1954年11月13日 - ）は、オランダのチェロ奏者にして作曲家。ジャズ、即興演奏、現代音楽を専門とし、しばしばソロ・コンサートを行っている。
ルイ・スクラヴィス、デレク・ベイリー、ハン・ベニンク、ミシャ・メンゲルベルク、ジェリー・ヘミングウェイ、ヨーヨー・マ、アルベルト・マンゲルスドルフ、フランコ・ダンドレア、ジョエル・レアンドル、ゲオルグ・グレウェ、トリロク・グルトゥ、モラ・シラとともに演奏し、サルデーニャ、トルコ、イラン、セネガル、アルゼンチンのミュージシャンたちや、オランダを拠点とするグループのボイ・アキなど、いくつかのワールドミュージックのプロジェクトで一緒に活動している。
彼はソロ・チェリストとしても他のグループと数多くレコーディングを行い、ドキュメンタリー映画の主題となってもいる。また、いくつかのヴェルナー・ヘルツォーク映画のスコアを含む映画音楽を作曲している。 

## 映画スコア
- Ajax: Hark the Herald Angel Sings (2000年)
- The White Diamond (2004年)
- The Wild Blue Yonder (2005年)
- The Unforbidden City (2008年)
- 『狂気の行方』 - My Son, My Son, What Have Ye Done? (2009年)
- It's Already Summer (2010年)
- 『世界最古の洞窟壁画 忘れられた夢の記憶』 - Cave of Forgotten Dreams (2010年)
- Mongools goud – Mongolian gold (2013年)
- Voor Emilia (2014年)
- Prejudice (2015年)
- Salt and Fire (2016年)
- Nomad: In the Footsteps of Bruce Chatwin (2019年)
- Family Romance, LLC (2019年)
- 『ファイヤーボール 宇宙からの来訪者』 - Fireball: Visitors from Darker Worlds (2020年)

## 引用
「彼は堂々たるチェロ奏者であり、彼はチェロで何でも、本当に何でもできます。彼はチェロでアメリカの南北戦争、あの南北戦争を演奏することができました」。 — ヴェルナー・ヘルツォーク

## ソロおよびグループ・ワーク
レイスグルの最も有名なソロ・アルバムは、サルデーニャへの旅行で滞在していた小さな別荘の部屋で録音したアルバム『コッラ・パルテ』である。これは、彼がアルバム『コッラ・ヴォーチェ』を録音することとなったヴォーチェ・ド・サルデーニャに出会ったのと同じ旅行である。
彼は、アルバム『Requiem for a Dying Planet』や『Janna』など、モラ・シラといくつかのレコーディングを行ってきた。
レイスグルは、エルンスト・グレラムとモーリス・ホルストゥイスとのアムステルダム・ストリング・トリオや、ゲオルグ・グレイウェとジェリー・ヘミングウェイとのシンプルにグレイウェ、レイスグル、ヘミングウェイと呼ばれる別のトリオでメンバーを務めている。
また、ICPオーケストラ（またはインスタント・コンポーサーズ・プール）のメンバーを務め、マイケル・ムーアとハン・ベニンクとのクルーソン・トリオにも籍を置いた。

## ディスコグラフィ

### リーダー・アルバム
- Mistakes (1979年、Broken) ※with ショーン・バージン
- Taiming (1981年、Hummeloord)
- Cellotape & Scotchtape (1982年、Data) ※with アラン・”グンガ”・プレヴェス
- Dutch Masters (1987年、Soul Note) ※with ミシャ・メンゲルベルク、スティーヴ・レイシー、ジョージ・ルイス、ハン・ベニンク
- Ta (1987年、Nimbus) ※with アラン・”グンガ”・プレヴェス
- Sonic Fiction (1989年、Hat Art) ※with ゲオルグ・グレウェ、ジェリー・ヘミングウェイ
- Noci...Strani Frutti (1991年、Leo) ※with ピノ・ミナフラ、ハン・ベニンク
- Et on ne Parle pas du Temps (1995年、FMP) ※with ルイ・スクラヴィス
- 『コッラ・パルテ』 - Colla Parte (1997年、Winter & Winter)
- 『コッラ・ヴォーチェ』 - Colla Voche (1999年、Winter & Winter) ※with テノーレ・エ・クンコルドゥ・デ・オロゼイ
- 『アイ・ラヴ・ユー・ソー・マッチ・イット・ハーツ』 - I Love You So Much It Hurts (2002年、Winter & Winter) ※with フランコ・ダンドレア
- Janna (2003年、Winter & Winter) ※with モラ・シラ、Serigne C.M. Gueye
- Continuum (2006年、Winter & Winter) ※with ゲオルグ・グレウェ、ジェリー・ヘミングウェイ
- Requiem for a Dying Planet (2006年、Winter & Winter) ※ヴェルナー・ヘルツォークの映画『The White Diamond』『The Wild Blue Yonder』のサウンドトラック
- Do You Still (2007年、Winter & Winter)
- Tell Me Everything (2009年、Winter & Winter)
- Zembrocal Musical (2010年、Winter & Winter) ※with Groove Lélé
- My Son, My Son, What Have Ye Done (2011年、Winter & Winter)
- Cave of Forgotten Dreams (2011年、Winter & Winter) ※ヴェルナー・ヘルツォークの映画『世界最古の洞窟壁画 忘れられた夢の記憶』サウンドトラック
- Down Deep (2013年、Winter & Winter)
- Feature (2014年、Winter & Winter)
- The Volcano Symphony (2016年、Winter & Winter)

アムステルダム・ストリング・トリオ
- Winter Theme (2000年、Winter & Winter)

アーカード・ストリング・トリオ
- Green Dolphy Suite (1995年、Enja) ※with トリオ・ド・クラリネット
- 『ライヴ・イン・ヨーロッパ』 - Live in Europe (1996年、Avant)

ユリ・ケイン・アンサンブル
- The Goldberg Variations (2000年、Winter & Winter)

マイケル・ムーア
- An hour with... (2000年、Hat Hut)